# 9.30 Fly
I 9.30 Fly erano un gruppo di progressive folk formatosi a Cheltenham, Gran Bretagna, nel 1971. Nel novembre del 1972 aprivano il concerto dei Velvet Underground al Malver Winter Gardens. Dopo un solo disco hanno fatto perdere le loro tracce. Alcuni loro brani sono riapparsi in tre raccolte di rock progressive uscite nel 2009 e 2010 e il loro unico album è stato ripubblicato su CD.
Il chitarrista Lyn Oakey aveva suonato con John Cooper Clarke, il quale a sua volta affermava di aver suonato con i 9.30 Fly. Il batterista Mike Clark (Mickey Clarke) suonava con il gruppo The Outboys.

## Formazione
- Michael Wainwright (voce)
- Barbara Wainwright (voce, piano elettrico)
- Lyn Oakey (chitarra)
- Gary Charman (basso)
- Mike Clark (batteria)

## Discografia

### Album
- 1972 – 9:30 Fly (Ember Records o Embey, UK)